# Erika Wedekind

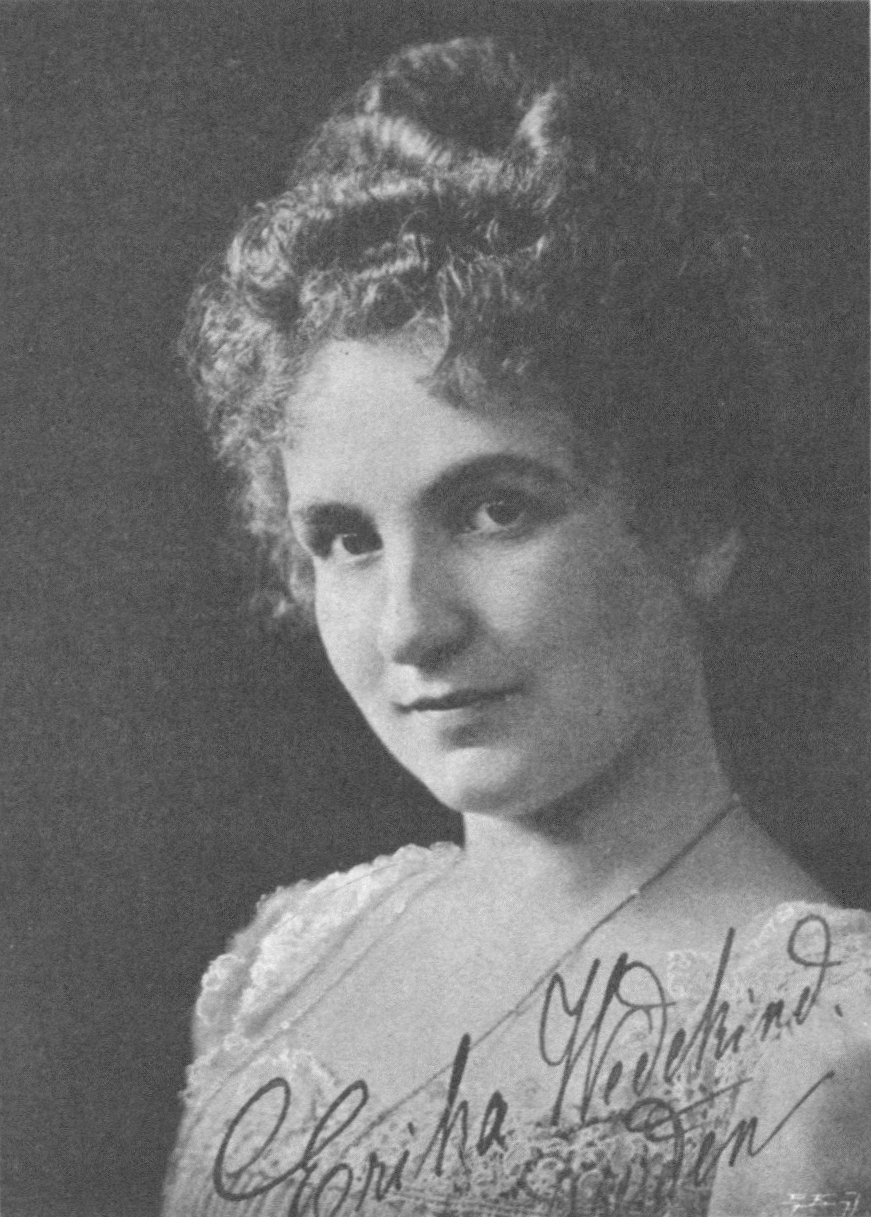
Erika Wedekind, Photographie von Carl Pietzner (spätestens 1901)

Erika Wedekind, eigentlich Frida Marianne Erica Wedekind, auch Erika Oschwald, (* 13. November 1868 in Hannover; † 10. Oktober 1944 in Zürich) war eine deutsche Opernsängerin (Sopran). Sie entstammte der Familie Wedekind zur Horst. Ihre Brüder waren die Schriftsteller Frank Wedekind und Donald Wedekind. Verheiratet war sie seit 1898 mit dem königlich sächsischen Geheimen Regierungsrat Walter Oschwald.

## Leben und Wirken
Erika Wedekind war auf dem von ihrem Vater – einem praktischen Arzt – erworbenen Schloss Lenzburg im schweizerischen Kanton Aargau aufgewachsen. Obwohl sie bereits als junges Mädchen in Lenzburg und Aarau von der Lokalpresse für ihre erfolgreichen Bühnenauftritte gefeiert wurde, verwehrte ihr Vater ihr die Gesangsausbildung und zwang sie zu einer Lehrerinnenausbildung. Erst nach seinem Tod absolvierte sie von 1891 bis 1894 am Dresdner Konservatorium anfangs bei Gustav Scharfe (bis zu dessen Tod 1892) und bei der berühmten Sopranistin und Musikpädagogin Aglaja Orgeni ein Gesangsstudium.
Erika Wedekind debütierte 1894 (als Frau Fluth in Die lustigen Weiber von Windsor von Otto Nicolai) und erhielt noch im selben Jahr ihr erstes Engagement an der Dresdner Hofoper (heute Semperoper), wo sie bis 1909 eine gefeierte Koloratursopranistin war. Aufgrund ihres großen Erfolgs, der sie auch auf internationale Bühnen führte, erhielt sie den offiziellen Titel „Königlich Sächsische Kammersängerin“.
Erika Wedekind wirkte mit in der Uraufführung der Oper Die Schönen von Fogaras von Alfred Grünfeld, sowie in der Dresdner Erstaufführung der Oper Hänsel und Gretel von Engelbert Humperdinck. 1909 wurde ihr für ihre Leistungen vom Ministerium des königlichen Hauses Sachsen die bürgerliche goldene Medaille Bene merentibus verliehen. Nachdem sie die Dresdner Hofoper im selben Jahr verlassen hatte, folgten überwiegend Auftritte als Konzertsängerin. Ihre Brüder, die Schriftsteller Donald und Frank Wedekind, die zu dem Zeitpunkt noch keinen beruflichen Erfolg hatten, erhielten gelegentlich finanzielle Unterstützung von ihrer Schwester.
Erika Wedekind zählte zu den ersten Koloratursopranistinnen Deutschlands und war eine herausragende Vertreterin ihres Faches. Sie absolvierte mehr als tausend Auftritte in Deutschland, Prag, Moskau, Sankt Petersburg, Budapest, Stockholm, Paris und London, bevor sie in den Jahren zwischen 1914 und 1930 eine international gefragte Gesangslehrerin wurde. Ab 1930 lebte sie zurückgezogen in der Schweiz, wo sie 1944 in Zürich starb.

## Auszeichnungen  und Ehrungen
- Sie trug den Orden für Kunst und Wissenschaft von Mecklenburg-Strelitz.
- Sie wurde am 21. April 1907 von König Frederik VIII. von Dänemark mit der dänischen Verdienstmedaille Ingenio et arti ausgezeichnet.[4]
- Die Stadt Hannover hat 2017 einen Weg nach Erika Wedekind benannt.